# Эркен-Шахарское сельское поселение
Эркен-Шахарское се́льское поселе́ние — муниципальное образование в Ногайском районе Карачаево-Черкесии Российской Федерации.
Административный центр — посёлок Эркен-Шахар.

## История
Статус и границы сельского поселения установлены Законом Карачаево-Черкесской Республики от 6 марта 2006 года № 13-РЗ «от 24 февраля 2004 года № 84-РЗ «Об административно-территориальном устройстве Карачаево-Черкесской Республики»

## Население
| 2002  | 2010  | 2012  | 2013  | 2014  | 2015  | 2016  |
| ----- | ----- | ----- | ----- | ----- | ----- | ----- |
| 5201  | ↘5160 | ↗5165 | ↘5094 | ↘5067 | ↗5072 | ↘5071 |
| 2017  | 2018  | 2019  | 2020  | 2021  | 2023  | 2024  |
| ↘5040 | ↘4991 | ↘4989 | ↘4945 | ↗5486 | ↘5485 | ↘5465 |

## Состав сельского поселения
| № | Населённый пункт | Тип населённого пункта          | Население |
| - | ---------------- | ------------------------------- | --------- |
| 1 | Кубан-Халк       | аул                             | ↗1020     |
| 2 | Эркен-Шахар      | посёлок, административный центр | ↗4466     |